# Wannsee-Terrassen
Die Wannsee-Terrassen sind ein Ausflugslokal im Grunewald direkt am Wannsee und dessen Strandbad. Das erste Gebäude wurde 1937 eröffnet. Zuletzt wurde das Ausflugslokal im englischen Landhausstil wie in den Hamptons neu errichtet und im Jahr 2015 wiedereröffnet.

## Geschichte
Die Wannsee-Terrassen wurden 1937 als Ausflugslokal mit einem Reetdach errichtet, 1947 durch einen Brand zerstört und etwa um 1953 wieder aufgebaut. Nach dem Wiederaufbau durch den Inhaber Erich Schrader in den 1950er-Jahren zählte es bis zum Mauerfall zu den beliebtesten Ausflugslokalen in West-Berlin. Am 25. Dezember 2001 brannte das 400 m² Gebäude nach einem Defekt in der Küche bis auf die Grundmauern nieder und musste abgerissen werden, da der Pächter das Lokal im Jahre 2002 mit seinem Saal für 250 Personen nicht wieder errichten und eröffnen konnte. 2006 kaufte der Investor Harald Huth das Gebäude des Liegenschaftsfonds des Landes Berlin für rund 400.000 € ab. Nach fünf Jahren wurde eine Baugenehmigung ausgestellt. Nach Auseinandersetzungen mit dem Bezirksamt Steglitz-Zehlendorf über die Größe des Neubaus und die Anzahl der Parkplätze entstanden die neuen Wannsee-Terrassen mit einer Investitionssumme von 3.000.000 €. Nach dem Richtfest am 11. Oktober 2013 eröffneten die Wannsee-Terrassen am 10. April 2015 neu. In das Gebäude zog ein deutsch-französisches Lokal mit 350 Sitzplätzen im Inneren und 500 im Freien, das aus Biergarten, Restaurant, Bar, Café und Konditorei besteht.

## Gebäude
Das Gebäude besteht insgesamt aus zwei Etagen. In der oberen Etage gibt es beispielsweise zwei große Räume für Familienfeiern, Hochzeiten oder andere Feierlichkeiten. Das Gebäude ist in einem englischen Landhaus-Stil entstanden mit Elementen der alten Römer und Griechen. So ist der Eingang von der Terrasse in das Gebäude beispielsweise mit Säulen verziert. Ein halbrunder Erker, der sich zum Wasser öffnet, wird auch von hohen Säulen gestützt. Zudem wurden mehrere kleine Vor- und Anbauten vor dem Haus erbaut, die dem Haus ein verspieltes, aber auch herrschaftliches Äußeres verleihen.

### Websites
- Website der HGHI
- Website des Lokals

### Bilder
- Historisches Bild 1
- Historisches Bild 2
- Historisches Bild 3
- Historisches Bild 4
- Historischer Brief